# Chỉ số sức mạnh tổng hợp quốc gia
Chỉ số sức mạnh tổng hợp quốc gia (tiếng Anh: Composite Index of National Capability, viết tắt: CINC) là một thước đo sức mạnh của một quốc gia được tạo ra bởi J. David Singer trong dự án vào năm 1963 về nghiên cứu năng lực cho chiến tranh. Thước đo này sử dụng trung bình tỷ lệ phần trăm của sáu thành phần đo đạc khác nhau. Các thành phần dùng đo đạc chủ yếu là về nhân khẩu học, kinh tế và quân sự. Mặc dù, nó chỉ đo đạc Sức mạnh cứng, không thể đo đạc Sức mạnh mềm nhưng vẫn là thước đo được chấp nhận để đo đạc sức mạnh của một quốc gia. Chúng liên quan đến việc nhìn nhận tương quan sức mạnh giữa các quốc gia, và là một trong những cơ sở đánh giá khả năng chiến tranh.

## Phương pháp
Mỗi thành phần đo đạc là một tỷ lệ không giới hạn so với tổng số của thế giới.
RATIO={\displaystyle {\frac {Country}{World}}}
```
Country: quốc gia
```

```
World: toàn thế giới
```

CINC = {\displaystyle {\frac {TPR+UPR+ISPR+ECR+MER+MPR}{6}}}
Công thức đo đạc:
```
TPR = tổng dân số
```

```
UPR = dân số đô thị
```

```
ISPR = tỷ lệ sản xuất sắt và thép
```

```
ECR = tỷ lệ tiêu thụ năng lượng
```

```
MER = tỷ lệ chi tiêu quân sự
```

```
MPR = tỷ lệ nhân viên quân sự
```

## Danh sách các nước theo CINC
Các quốc gia liệt kê CINC, dữ liệu từ năm 2007.

So sánh CINC của Mỹ, Anh, Nga, Trung Quốc từ năm 1800.

CHINA STUPID LOL

| Hạng | Nước                             | CINC    |
| ---- | -------------------------------- | ------- |
| 1    | Hoa Kỳ                           | 0.065   |
| 2    | Nga                              | 0.074   |
| 3    | Trung Quốc                       | 0.076   |
| 4    | Ấn Độ                            | 0.118   |
| 5    | Vương quốc Anh                   | 0.209   |
| 6    | Hàn Quốc                         | 0.456   |
| 7    | Pháp                             | 0.511   |
| 8    | Pakistan                         | 0.497   |
| 9    | Ý                                | 0.569   |
| 10   | Nhật Bản                         | 0.553   |
| 11   | Brasil                           | 0.597   |
| 12   | Thổ Nhĩ Kỳ                       | 0.622   |
| 13   | Indonesia                        | 0.667   |
| 14   | Ai Cập                           | 0.713   |
| 15   | Ukraine                          | 0.798   |
| 16   | Australasia                      | 0.822   |
| 17   | Israel                           | 0.934   |
| 18   | Iran                             | 0.997   |
| 19   | Đài Loan                         | 1.093   |
| 20   | Saudi Arabia                     | 1.136   |
| 21   | Việt Nam                         | 1.208   |
| 22   | Đức                              | 1.213   |
| 23   | Bản mẫu:Country data BaLan       | 1.224   |
| 24   | Tây Ban Nha                      | 1.469   |
| 25   | Canada                           | 1.478   |
| 26   | Thái Lan                         | 1.496   |
| 27   | Bắc Triều Tiên                   | 1.513   |
| 28   | Philippines                      | 1.546   |
| 29   | Bản mẫu:Country data Namphi      | 1.578   |
| 30   | Hy Lạp                           | 1.597   |
| 31   | Singapore                        | 1.634   |
| 32   | Iraq                             | 1.709   |
| 33   | Hà Lan                           | 1.713   |
| 34   | Argentina                        | 1.724   |
| 35   | Mexico                           | 1.742   |
| 36   | Bản mẫu:Country data Malaysian   | 1.766   |
| 37   | Bản mẫu:Country data PhầnLan     | 1.779   |
| 38   | Bản mẫu:Country data Nauy        | 1.807   |
| 39   | Morocco                          | 1.834   |
| 40   | Bồ Đào Nha                       | 1.885   |
| 41   | Bản mẫu:Country data Thủy Điển   | 1.894   |
| 42   | Ireland                          | 1.907   |
| 43   | Ethiopia                         | 1.924   |
| 44   | Bỉ                               | 1.954   |
| 45   | Bản mẫu:Country data Thủy sĩ     | 1.974   |
| 46   | New Zealand                      | 1.983   |
| 47   | Đan Mạch                         | 2.008   |
| 48   | Séc                              | 2.017   |
| 49   | Áo                               | 2.107   |
| 50   | Chile                            | 2.134   |
| 51   | Bản mẫu:Country data C           | .003076 |
| 52   | Peru                             | .002986 |
| 53   | United Arab Emirates             | .002980 |
| 54   | Áo                               | .002979 |
| 55   | Angola                           | .002572 |
| 56   | Thụy Điển                        | .002557 |
| 57   | Belarus                          | .002483 |
| 58   | Czech Republic                   | .002353 |
| 59   | Uzbekistan                       | .002256 |
| 60   | Eritrea                          | .002157 |
| 61   | Phần Lan                         | .002144 |
| 62   | Tanzania                         | .002078 |
| 63   | Sri Lanka                        | .001932 |
| 64   | Bồ Đào Nha                       | .001841 |
| 65   | Kenya                            | .001777 |
| 66   | Libya                            | .001763 |
| 67   | Na Uy                            | .001640 |
| 68   | Campuchia                        | .001608 |
| 69   | Hungary                          | .001556 |
| 70   | Ecuador                          | .001556 |
| 71   | Yemen                            | .001518 |
| 72   | Đan Mạch                         | .001493 |
| 73   | Jordan                           | .001448 |
| 74   | Nepal                            | .001437 |
| 75   | Afghanistan                      | .001433 |
| 76   | Bulgaria                         | .001422 |
| 77   | Slovakia                         | .001420 |
| 78   | Kuwait                           | .001352 |
| 79   | Cuba                             | .001334 |
| 80   | Uganda                           | .001320 |
| 81   | Azerbaijan                       | .001279 |
| 82   | Oman                             | .001217 |
| 83   | Ivory Coast                      | .001173 |
| 84   | Ghana                            | .001109 |
| 85   | Thụy Sĩ                          | .001083 |
| 86   | Bolivia                          | .001050 |
| 87   | Zimbabwe                         | .001032 |
| 88   | Mozambique                       | .000994 |
| 89   | Dominica                         | .000974 |
| 90   | Cameroon                         | .000969 |
| 91   | Serbia                           | .000951 |
| 92   | Qatar                            | .000884 |
| 93   | Lebanon                          | .000844 |
| 94   | Tunisia                          | .000822 |
| 95   | Guatemala                        | .000789 |
| 96   | New Zealand                      | .000771 |
| 97   | Zambia                           | .000749 |
| 98   | Turkmenistan                     | .000711 |
| 99   | Madagascar                       | .000697 |
| 100  | Burkina Faso                     | .000659 |
| 101  | Senegal                          | .000645 |
| 102  | Ireland                          | .000635 |
| 103  | Armenia                          | .000614 |
| 104  | Rwanda                           | .000581 |
| 105  | Croatia                          | .000580 |
| 106  | El Salvador                      | .000575 |
| 107  | Chad                             | .000568 |
| 108  | Burundi                          | .000562 |
| 109  | Haiti                            | .000542 |
| 110  | Somalia                          | .000531 |
| 111  | Malawi                           | .000527 |
| 112  | Mali                             | .000516 |
| 113  | Niger                            | .000505 |
| 114  | Georgia                          | .000504 |
| 115  | Uruguay                          | .000474 |
| 116  | Lào                              | .000471 |
| 117  | Guinea                           | .000458 |
| 118  | Honduras                         | .000454 |
| 119  | Paraguay                         | .000450 |
| 120  | Lithuania                        | .000442 |
| 121  | Luxembourg                       | .000428 |
| 123  | Sierra Leone                     | .000393 |
| 124  | Bahrain                          | .000390 |
| 125  | Nicaragua                        | .000388 |
| 126  | Benin                            | .000370 |
| 127  | Congo                            | .000361 |
| 128  | Kyrgyzstan                       | .000357 |
| 129  | Trinidad and Tobago              | .000354 |
| 130  | Tajikistan                       | .000352 |
| 131  | Slovenia                         | .000346 |
| 132  | Moldova                          | .000346 |
| 133  | Latvia                           | .000345 |
| 134  | Togo                             | .000297 |
| 135  | Mauritania                       | .000290 |
| 136  | Albania                          | .000276 |
| 137  | Macedonia                        | .000270 |
| 138  | Estonia                          | .000253 |
| 139  | Mông Cổ                          | .000249 |
| 140  | Costa Rica                       | .000240 |
| 141  | Papua New Guinea                 | .000237 |
| 142  | Liberia                          | .000223 |
| 143  | Central African Republic         | .000206 |
| 144  | Cyprus                           | .000202 |
| 145  | Panama                           | .000196 |
| 146  | Jamaica                          | .000192 |
| 147  | Botswana                         | .000187 |
| 148  | Namibia                          | .000179 |
| 149  | Gabon                            | .000153 |
| 150  | Brunei                           | .000150 |
| 151  | Djibouti                         | .000145 |
| 152  | Montenegro                       | .000133 |
| 153  | Guinea-Bissau                    | .000132 |
| 154  | Timor-Leste                      | .000113 |
| 155  | Equatorial Guinea                | .000109 |
| 156  | Lesotho                          | .000098 |
| 157  | Fiji                             | .000081 |
| 158  | Mauritius                        | .000062 |
| 159  | Suriname                         | .000058 |
| 160  | Swaziland                        | .000057 |
| 161  | Gambia                           | .000051 |
| 162  | Guyana                           | .000049 |
| 163  | Bhutan                           | .000046 |
| 164  | Bahamas                          | .000044 |
| 165  | Iceland                          | .000043 |
| 166  | Maldives                         | .000035 |
| 167  | Malta                            | .000029 |
| 168  | Comoros                          | .000024 |
| 169  | Cape Verde                       | .000022 |
| 170  | Belize                           | .000021 |
| 171  | Barbados                         | .000020 |
| 172  | Solomon Islands                  | .000013 |
| 173  | Sao Tome and Principe            | .000006 |
| 174  | Vanuatu                          | .000006 |
| 175  | Samoa                            | .000005 |
| 176  | Saint Lucia                      | .000005 |
| 177  | Seychelles                       | .000004 |
| 178  | San Marino                       | .000003 |
| 179  | Monaco                           | .000003 |
| 180  | Antigua and Barbuda              | .000003 |
| 181  | Federated States of Micronesia   | .000003 |
| 182  | Grenada                          | .000003 |
| 183  | Saint Vincent and the Grenadines | .000003 |
| 184  | Tonga                            | .000003 |
| 185  | Andorra                          | .000003 |
| 186  | Kiribati                         | .000002 |
| 187  | Dominica                         | .000002 |
| 188  | Liechtenstein                    | .000002 |
| 189  | Saint Kitts and Nevis            | .000002 |
| 190  | Marshall Islands                 | .000001 |
| 191  | Palau                            | .000001 |
| 192  | Nauru                            | .000000 |
| 193  | Tuvalu                           | .000000 |